# Juan Santiago, Elías Piña
Juan Santiago je mesto v provinci Elías Piña v Dominikanski republiki.

## Zgodovina
Mesto Juan Santiago je na stopnjo občinskega okraja mesta Comendador povišal 916. zakon, objavljen dne 12. avgusta 1978. Kasneje je postalo polnopravna občina. 

## Gospodarstvo
Glavna gospodarska dejavnost občine je kmetijstvo. 